# Hot Chelle Rae
Hot Chelle Rae es una banda de pop rock estadounidense, formada en Nashville, Tennessee, en el año 2005. Está formada por Ryan Follese, Nash Overstreet y Jamie Follese. Su álbum de debut, Lovesick Electric, fue lanzado el 27 de octubre de 2009. De él salió el hit Tonight Tonight, que fue certificado de platino.

## Historia
Hot Chelle Rae empezó en 2005, con una reunión entre el cantante y escritor Ryan (RK) y el guitarrista Nash. La banda empezó sin firma con el nombre de Miracle Drug. Después se cambiaron el nombre a Hot Chelle Rae. El nombre de la banda está dedicado al primer nombre de un fan en MySpace. Overstreet es el hijo del cantante y escritor de música country Paul Overstreet y hermano del actor Chord Overstreet (conocido por su actuación en glee). Los hermanos Follese son hijos del escritor de música country Keith Follesé y Keaggy es hijo de Phil Keaggy.
En el verano de 2007, Hot Chelle Rae abrió el show de Lil Jon con entradas agotadas. Ese mismo año, tocaron en varios lugares entre el sur de Estados Unidos.
En 2008 firmaron con Jive Records en octubre, y empezaron a trabajar en su primer álbum "Lovesick Electric". [8]

### 2009:Lovesick Electric
En 2009, la banda grabó el primer álbum de estudio, con el apoyo del sello discográfico Jive Records. Se lanzó en octubre de 2009.

### 2011: "Whatever"
Después del lanzamiento de "Tonight Tonight", la banda ganó más popularidad. La canción alcanzó el #7 en el Billboard Hot 100. El siguiente sencillo, "I Like It Like That", fue lanzado el 13 de septiembre de 2011, y en ITunes el 4 de octubre del mismo año. Formando parte de su segundo álbum "Whatever" que salió a la venta el 29 de noviembre en Estados Unidos. La banda apareció recientemente en el programa de Disney, "So Random".
A principios del 2013 la banda americana publicó, tal y como había prometido, un nuevo sencillo en su perfil de Youtube llamado "Hung Up".
El 7 de febrero de 2014 lanzaron un nuevo sencillo, denominado Don´t Say Goodnight.

### 2019: "Su regreso con I Hate LA"
Después de un descanso de varios años la banda regresó con un EP con un sonido totalmente nuevo llamado Tangerine, con un sencillo popular de nombre "I Hate LA"

### 2021: "10TH Aniversario Tonight Tonight"
La pandemia del COVID no detuvo a la banda ya que estos sacaron un sencillo remasterizado de Tonight Tonight, canción que los llevó al top 10 del Billboard Hot 100 y para aprovechar la ocasión sacaron del mismo sencillo un remix del COVID. "Do The Damn Thing" es el más reciente sencillo de la banda con la colaboración de Chord Overstreet, hermano de Nash Overstreet, miembro de la banda.

## Curiosidades
La banda participa en el tour de Justin Bieber por USA como sus teloneros.
Ian Keaggy abandona el grupo para dedicarse a sus demás aficiones.

## Miembros
Ryan Keith Follese – guitarra, voz (2005–presente) 
Nash Overstreet – guitarra, voz (2005–presente) 
Ian Sebastian Keaggy – Bajo (2005–2013) 
Jamie Christian Follese – batería (2005–presente)

## Discografía

### Álbumes de estudio
| Año  | Título            | Detalles de álbum                                                                                     |
| ---- | ----------------- | --- |
| 2009 | Lovesick Electric | - Fecha de lanzamiento: 23 de octubre de 2009 - Discográfica: Jive - Formatos: CD, digital download   |
| 2011 | Whatever          | - Fecha de lanzamiento: 29 de noviembre de 2011 - Discográfica: Jive - Formatos: CD, digital download |
| 2020 | Tangerine EP      | - Fecha de lanzamiento: 10 de abril de 2020 - Discográfica: Artbeatz - Formatos: Digital download     |

### Sencillos
| Año  | Sencillo                                   | Mejor posición | Mejor posición | Mejor posición | Mejor posición | Mejor posición | Mejor posición | Certificación                                        | Álbum             |
| Año  | Sencillo                                   | US             | US Pop         | US Adult Pop   | US AC          | CAN            | AUS            | Certificación                                        | Álbum             |
| ---- | ------------------------------------------ | -------------- | -------------- | -------------- | -------------- | -------------- | -------------- | ---------------------------------------------------- | ----------------- |
| 2009 | "I Like to Dance"                          | —              | —              | —              | —              | —              | —              |                                                      | Lovesick Electric |
| 2010 | "Bleed"                                    | —              | 31             | —              | —              | —              | —              |                                                      | Lovesick Electric |
| 2011 | "Tonight Tonight"                          | 7              | 5              | 1              | 19             | 10             | 7              | - AUS: 2x Platinum - CAN: Platinum - US: 2× Platinum | Whatever          |
| 2011 | "I Like It Like That" (featuring New Boyz) | 51             | 25             | —              | —              | —              | 35             |                                                      | Whatever          |
| 2019 | "I Hate LA"                                | —              | —              | —              | —              | —              | —              |                                                      | Tangerine EP      |